# Edoardo Bich
Edoardo Bich (Settimo Vittone, 2 gennaio 1940) è un politico italiano.

## Biografia
È stato sindaco di Aosta dal 1978 al 1988, quando è stato eletto al Consiglio regionale della Valle d'Aosta e sostituito da Francesco Allera Longo. Dal 27 luglio 1988 al 30 giugno 1993 ha ricoperto la carica di presidente del Consiglio regionale.